# Летник (одежда)
Летник — старинная верхняя женская одежда.
Длинная, сильно расширяющаяся к низу одежда. Застёгивалась до горла. Внизу вшивались боковые клинья. Очень широкие и очень длинные колоколообразные рукава, срезанные углом. Рукава назывались накапками. Чтобы рукава не волочились по земле, женщина должна была держать согнутыми в локтях руки.
Летники шили из однотонных и узорных тканей, обычно из камки на тафтяной подкладке с вошвами. Вошва — четырёхугольный, круглый или другого вида лоскуток аксамита, бархата или тафты, вышитой у летника, роспашницы и других. Вошвы большей частью вышивались золотом, серебром и шелками; украшались нацветами, дробницами, препьями и иногда унизывались жемчугом с драгоценными камнями.
К летнику мог пристегиваться небольшой круглый меховой воротник.
Распашной вариант летника назывался распашница. Распашница застёгивалась спереди на пуговицы. Зимний вариант подбивался мехом и назывался кортел.
В описи платьев царицы Евдокии значится 56 летников.